# Сату Појени (Валча)
Сату Појени (рум. Satu Poieni) насеље је у Румунији у округу Валча у општини Балчешти. Oпштина се налази на надморској висини од 283 m.

## Становништво
Према подацима из 2002. године у насељу је живело 79 становника, од којих су сви румунске националности.